# Fakó énekeshéja

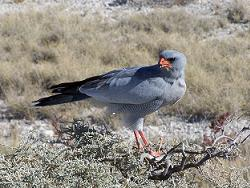

A fakó énekeshéja (Melierax canorus) a madarak osztályának a vágómadár-alakúak (Accipitriformes) rendjébe, ezen belül a vágómadárfélék (Accipitridae) családjába tartozó faj.

## Előfordulása
Afrika keleti és déli részén él. Nyílt félsivatagok és tövises bokrosok lakója.

## Alfajai
- Melierax canorus argentior, Délnyugat-Angola, Namíbia, Botswana, Zimbabwe délnyugati része
- Melierax canorus canorus, Dél-afrikai Köztársaság

## Megjelenése
A hím testhossza 50 centiméter, a tojóé 58 centiméter; szárnyfesztávolsága 105 centiméter. Hosszú szárnya, farka és lába van. Csőre sárga és hegye fekete.
A hím tollruhája kékesszürke, kivéve a hasi részt és a csűdjét, ahol fekete-fehér mintás. A tojó barnás színű.

## Életmódja
Megfigyelő helyről szemeli ki áldozatát, majd gyors szárny csapásokkal üldözőbe veszi. Táplálékát kisebb állatok, gyíkok, madarak, emlősök és rovarok teszik ki.

## Szaporodása
Fák tetejére rakja gallyakból készített fészkét.